# 中国文学者
中国文学者（ちゅうごくぶんがくしゃ）は、古代神話期から清朝以前の古典中国文学を主に専攻とする研究者・訳者である。

## 一覧（主に故人および高齢者）
あ
- 青木正児
- 石川忠久
- 一海知義
- 伊藤漱平
- 井波律子
- 入矢義高
- 小川環樹
- 奥野信太郎
- 小野忍
- 小尾郊一

か
- 筧文生
- 金谷治
- 狩野直喜
- 黒川洋一
- 倉石武四郎
- 興膳宏
- 駒田信二

さ
- 清水茂
- 白川静
- 鈴木虎雄

た
- 高島俊男
- 高橋和巳
- 竹内好
- 竹田淳照
- 立間祥介
- 常石茂

な
- 中野美代子

は
- 藤林広超

ま
- 前野直彬
- 増田渉
- 松枝茂夫
- 村上哲見
- 村松暎
- 目加田誠
- 諸橋轍次

や
- 吉川幸次郎